# George Neville (1er duc de Bedford)
Pour les articles homonymes, voir George Neville et Neville.
George Neville (1457 ou 1461 - 4 mai 1483) est un noble anglais. Il était destiné par sa naissance à recevoir un vaste domaine en héritage, qui malheureusement lui échappa en raison des rébellions de son père et de son oncle.

## Biographie
Il est le fils aîné de John Neville, créé comte de Northumberland en 1464, et d'Isabel Ingoldesthorpe. Par son père, il est le neveu de Richard Neville, 16e comte de Warwick, surnommé plus tard le Faiseur de rois. Warwick avait en effet renversé le roi lancastrien Henri VI en faveur du yorkiste Édouard IV en 1461. La mère de George est l'héritière d'Edmund Ingoldesthorpe et de Joan Tiptoft.
George est destiné à être un des pairs les plus puissants d'Angleterre. Outre le titre de comte de Northumberland qu'il doit recevoir à la mort de son père, George est deuxième dans l'ordre de succession du comté de Warwick après son père. En effet, Warwick n'a eu que deux filles de son mariage avec Anne de Beauchamp. Du côté maternel, il doit hériter des terres de ses grands-parents à la mort de sa mère. De plus, sa grand-mère Joan Tiptoft doit également lui transmettre un tiers des revenus de son propre frère John Tiptoft, 1er comte de Worcester, qui n'a pas d'héritier mâle. Si George venait à posséder tous ces titres, il aurait un revenu annuel de 4,000 livres, ce qui est une somme importante et ferait de lui un des plus riches pairs du royaume après le duc de Clarence Georges Plantagenêt, frère cadet d'Édouard IV dont les rentes annuelles s'élèvent à 4,500 livres.
Une série d'événements va cependant contrecarrer les espoirs du jeune George. Le comte de Worcester réussit à avoir un fils en 1469, ce qui réduit à néant les chances de George d'hériter de quelques terres par sa grand-mère. De son côté, le comte de Warwick est mécontent de perdre de l'influence auprès du roi et se rebelle à deux reprises en juillet 1469 et en mars 1470. Battu, il s'enfuit en France. Inquiet de la puissance des Neville dans le Nord, Édouard IV permet à Henry Percy, héritier du comté de Northumberland et ancien partisan des Lancastre, de réclamer le titre de comte de Northumberland en mars 1470. John Neville, qui n'avait pourtant pas participé aux rébellions de son frère Warwick, est relégué au titre de marquis Montagu, plus prestigieux en hiérarchie, mais plus pauvre en terres. Afin de le ménager, Édouard titre George Neville duc de Bedford en janvier 1470 et le fiance à sa fille aînée, Élisabeth d'York. Montagu garde néanmoins du ressentiment envers ce roi. 
En France, Warwick se réconcilie avec Marguerite d'Anjou, épouse d'Henri VI, et accepte de le restaurer sur le trône. Montagu rallie la rébellion de son frère et participe à la restauration d'Henri VI sur le trône en octobre 1470. Édouard IV, qui s'était réfugié aux Pays-Bas bourguignons, reconquiert son royaume au printemps 1471 et bat à la bataille de Barnet les frères Neville, qui sont tous deux tués. Le marquisat de Montagu est confisqué tandis que l'héritage de Warwick est partagé entre les deux frères d'Édouard IV, George et Richard, en 1475. Lorsque meurt sa mère Isabel en 1476, George est privé de son héritage maternel par le roi. Enfin, en 1478, peu avant sa majorité, le roi lui confisque le titre de duc de Beford par manque d'argent pour mener le train de vie adéquat à celui d'un duc. Le titre est donné au troisième fils du roi, George.